# San Lorenzo (Boaco)
Pour les articles homonymes, voir San Lorenzo.
San Lorenzo est une municipalité dans le département de Boaco au Nicaragua. Sa population était de 28 100 habitants (selon le recensement de 2006) pour une superficie de 559,61 km². La principale activité économique est l'agriculture. Sa capitale est la ville de San Lorenzo située à 91 km. de Managua.
La majorité des résidents de la municipalité (70 %) vivent dans des zones rurales. Le maire de la municipalité de San Lorenzo est Leonel Leonidas Sasiga Madrigal from the Partido Liberal Constitucionalista (PLC).

## Histoire
En 1852, Josefa Tellez, le propriétaire d'une petite ferme voisine de l'actuelle localisation de la ville de San Lorenzo, trouva une image religieuse de San Lorenzo. Depuis ce jour l'endroit est connu sous le nom de San Lorenzo de los Tellez en mémoire de Josefa Tellez.
San Lorenzo reçut officiellement le titre de ville le 23 août 1858. Avec de nouveaux colons venus du département de Granada en 1872, la ville se peupla peu à peu. La municipalité de San Lorenzo fit partie du département de Chontales jusqu'en 1935, date à laquelle il intégra le département de Boaco.

## Festivités locales
La municipalité célèbre son saint patron San Lorenzo avec des corridas, des fiestas populaires et des activités religieuses, entre le 29 juillet et le 10 août.